# Vietnamesische Brailleschrift
Vietnamesische Brailleschrift oder Vietnamesische Blindenschrift ist eine Brailleschrift, die für das vietnamesische Alphabet adaptiert wurde. Sie basiert auf den Zeichen, die Louis Braille eingeführt hat. Hinzu kommen Zeichen für Sonderzeichen und Betonungen. Vietnamesische Blindenschrift wird auf Vietnamesisch als chữ Braille bezeichnet.

## Verwendete Zeichen

### Buchstaben

u
v
w
x
y
z

đ
w
ă
â
ê
ô
ơ
ư
Großschreibezeichen
Zahlenzeichen

a
b
c
d
e
f
g
h
i
j

k
l
m
n
o
p
q
r
s
t

- u
- v
- w
- x
- y
- z

- đ
- w
- ă
- â
- ê
- ô
- ơ
- ư
- Großschreibezeichen
- Zahlenzeichen

### Satzzeichen

Kurzstrich (-)
(
)
Öffnendes Anführungszeichen
Schließendes Anführungszeichen
Punkt (.)
Doppelpunkt (:)
Semikolon (;)
Komma (,)
Ausrufezeichen (!)
Fragezeichen (?)
Akut (´)
Gravis (`)
Haken (̉)

- Haken ( ̉)
Tilde (~)
Überpunkt (˙)
Zahlzeichen

Dabei werden die Akzentzeichen vor den Buchstaben gesetzt.